# 北京航空航天大学数学与系统科学学院
北京航空航天大学数学与系统科学学院成立于2009年初，正式挂牌在2009年5月。首任院长李尚志教授曾任中国科学技术大学数学系主任，北京航空航天大学理学院长。数学与系统科学学院成立同时撤销理学院。数学与系统科学学院的成立，标志着数学学科已经从教学单位到现在以科研、教学并重的学院的巨大转变。李尚志教授任院长期间，在建设和谐社会的思想指导下，极大地推动了教学和科研的发展，给之后的学院工作指明了方向。现任院长是郑志勇教授。目前学院已经成为北航理科的重要力量和建设具有航空航天特色、高水平研究型世界一流大学的生力军。